# Enos Fusetti
Enos Fusetti (Ariano nel Polesine, 27 novembre 1917 – Mali Scindeli, 14 febbraio 1941) è stato un ufficiale italiano, medaglia d'argento al valor militare.
Morì durante la campagna italiana di Grecia, negli scontri che avvennero fra le truppe italiane e quelle greche sulle montagne dell'Epiro nei contrattacchi greci successivi all'invasione italiana. Cadde sul fronte greco-albanese il 14 febbraio 1941 nella battaglia di Tepeleni per la riconquista della punta nord del Mali Scindeli.

## Biografia
Nato nel 1917 ad Ariano nel Polesine (RO) da Telemaco e Migliorini Linda chiamata Ida, mentre il padre si trovava ancora al fronte.

Conseguì il diploma di maestro elementare a Adria.
Arruolato il 10 giugno 1937 presso il Distretto militare di Rovigo col grado di caporale, fu poi ammesso al corso allievi ufficiali presso la Scuola Allievi Ufficiali di Complemento dell'Arma di Fanteria di Biella (VC), uscendone aspirante ufficiale, promosso sottotenente di complemento e congedato il 6 dicembre 1938.
Allo scoppio della Seconda Guerra Mondiale nel giugno 1940 è mobilitato sul fronte occidentale operando con il IV Corpo d'Armata nel settore del Monginevro, dove è leggermente ferito.

Dopo l'esperienza francese gli viene concessa una licenza che trascorre a Biella perché la famiglia nel frattempo si era trasferita nel Piemonte.
Richiamato il 13 novembre 1940 in Servizio permanente effettivo, presso il centro di mobilitazione per il servizio di prima nomina nella “Regina delle Battaglie” a Polcenigo, in provincia di Udine, nel 53º Reggimento Fanteria Alpina e incorporato nella Divisione “Sforzesca”, partiva nel gennaio 1941 per l'Albania.
Il 28 ottobre 1940 ebbe inizio la Campagna italiana di Grecia, quando le truppe del Regio Esercito italiano, partendo dalle proprie basi albanesi, entrarono in territorio ellenico. La controffensiva greca durante l'inverno portò alla riconquista di tutti i territori greci e ad impadronirsi di territori albanesi, ricacciando gli italiani a una cinquantina di km a nord del confine greco/albanese. Durante gli aspri combattimenti dovuti alla necessità contingente della difesa della nuova linea del fronte, per impedire alla truppe greche di avere libero accesso allo strategico porto di Valona tagliando così i rifornimenti alle truppe italiane, il 14 febbraio 1941, nei vari tentativi di consolidare il fronte con la riconquista della punta nord del monte Mali Scindeli, moriva eroicamente continuando a sparare sino all'ultimo incitando i commilitoni a resistere.
Don Ettore, il Cappellano Militare del reparto, che raccolse dirette informazioni tra i sottoposti del Sottotenente Fusetti, riferì ai famigliari che Enos venne straziato da una rabbiosa raffica di mitragliatrice all'altezza dello stomaco, cadendo supino.
Il suo corpo rimase con altri commilitoni sulla montagna. Solo successivamente fu sepolto in un piccolo cimitero di guerra in Albania con una croce di legno. Venti anni dopo, via Bari, la salma fu traslata in Italia sino al suo paese natale. Il giorno prima delle esequie fu vegliato dalla cittadinanza per tutta la notte. Domenica 23 aprile 1961 accompagnato a spalla dagli amici e con la scorta d'onore dei Carabinieri, venne sepolto nel cimitero della frazione di Santa Maria in Punta, mentre la banda intonava l'inno del Piave. La salma venne avvolta nel tricolore usato per la cerimonia.

## Contesto del fatto d'armi
...
Il 1º novembre 1940, dopo quattro giorni, gli italiani avevano preso Konitsa e raggiunto la principale linea fortificata greca. In quello stesso giorno, il Comando supremo italiano assegnò al teatro albanese la priorità su quello africano.. Nonostante i ripetuti attacchi, gli italiani non riuscirono a spezzare le difese greche nella Battaglia di Elaia-Kalamas, e il 9 novembre gli attacchi vennero sospesi.
Una minaccia maggiore per lo schieramento difensivo greco proveniva dall'avanzata dei circa 10 000 uomini della 3ª Divisione Alpina Julia sulle montagne del Pindo in direzione di Metsovo, posizione strategica la cui conquista avrebbe permesso di separare le forze greche dell'Epiro da quelle presenti in Macedonia. A causa del pericoloso movimento offensivo della Divisione Alpina lo Stato Maggiore Greco inviò in rinforzo al settore il II Corpo d'armata. Gli italiani, dopo aver percorso 40 km di terreno montuoso sotto un tempo inclemente, il 2 novembre riuscirono a catturare Vovousa, 30 km a nord dell'obiettivo Metsovo, ma era ormai chiaro che non avevano abbastanza forze e rifornimenti per proseguire l'avanzata dopo l'arrivo delle riserve greche.
A partire dal 2 novembre, i contrattacchi greci portarono alla riconquista di diversi villaggi, tra cui Vovousa, e riuscirono quasi a concludere un accerchiamento della Julia. Nei giorni successivi gli alpini combatterono in terribili condizioni meteo e sotto la pressione costante della divisione di cavalleria greca guidata dal generale Georgios Stanotas. L'8 novembre, il generale Mario Girotti, comandante della divisione alpina, ricevette l'ordine di far ripiegare le proprie truppe in direzione di Konitsa, attraverso il monte Smólikas. Dopo aspri combattimenti, il 10 novembre gli alpini riuscirono a completare la ritirata, raggiungendo la cittadina di Konitsa e sottraendosi così all'accerchiamento. A partire dal 13 novembre la zona di confine fu liberata della presenza italiana, ponendo fine alla "battaglia del Pindo" con una completa vittoria greca.
L'XI Armata era sotto forte pressione e il generale Geloso chiedeva con insistenza a Soddu il permesso di ritirarsi su una linea più corta e difendibile vicino Tepeleni, azione rifiutata dal comandante in capo visto che avrebbe portato come conseguenza l'abbandono di una larga fascia di territorio albanese; la pressione greca era però costante e i reparti italiani stavano progressivamente arretrando. Il 2 dicembre i greci sfondarono il fronte italiano vicino Permeti, aprendosi la strada verso il passo di Klisura più a nord; ....
Gravemente a corto di rifornimenti e rinforzata solo da reggimenti e battaglioni sciolti avviati al fronte alla rinfusa, l'XI Armata continuò a cedere terreno: il 5 dicembre i greci occuparono Delvina, seguita il 6 dicembre da Porto Edda e l'8 dicembre da Argirocastro; per quello stesso 8 dicembre l'armata di Geloso aveva infine completato il ripiegamento sulla nuova linea di difesa da tempo chiesto dal generale, accorciando il suo fronte da 140 a 75 chilometri in linea d'aria. Neve e freddo ostacolavano i rifornimenti di entrambi gli schieramenti, ma gli attacchi greci continuarono nei settori centrale e occidentale del fronte: pesanti combattimenti si verificarono sul monte Tomorr e a Klisura, e lo sbandamento di alcuni reparti della Divisione "Siena" nella zona del litorale consentì ai greci di conquistare Himara il 22 dicembre; il morale dei reparti italiani era bassissimo, episodi di sbandamento si verificavano anche in unità considerate "scelte" e i comandanti tendevano ad avere una mentalità difensiva. Come rilevò il comando italiano, «l'iniziativa avversaria era dovuta essenzialmente a una superiorità organizzativa» e «la nostra debolezza fondamentale stava nel dover combattere con raggruppamenti non organici»; una progettata offensiva per riprendere Himara in gennaio con la appena sopraggiunta 6ª Divisione fanteria "Cuneo" dovette essere rapidamente accantonata quando un nuovo attacco greco nella zona di Tepeleni-Klisura obbligò a smembrare la divisione e avviarne i reparti a tamponare qui e là le falle dello schieramento italiano: l'attacco greco fu poi bloccato il giorno di Natale sulle rive del fiume Osum, reso inguadabile dalle avverse condizioni meteo.
...Le offensive greche avevano spinto i reparti italiani sul bordo meridionale del "ridotto centrale albanese", la zona del paese che racchiudeva i centri più strategicamente importanti (i porti di Valona e Durazzo e la capitale Tirana) che dovevano essere assolutamente tenuti; benché le cifre esatte delle truppe impegnate nelle "battaglie di arresto" del novembre-dicembre 1940 siano contestate (fonti greche sostengono l'esistenza di una certa superiorità numerica degli italiani, negata invece dalle fonti italiane) e difficili da calcolare per la frammentarietà delle formazioni organiche italiane, solo alla fine dell'anno le forze del Generale Ugo Cavallero raggiunsero la parità numerica con i greci: al 1º gennaio 1941 gli italiani avevano in Albania più di 272 000 uomini con 7 563 automezzi e 32 871 quadrupedi, radunati in 20 divisioni e alcune unità autonome.
Mussolini tambureggiava i comandi chiedendo con insistenza offensive e contrattacchi, e Cavallero progettò un attacco per i primi di gennaio dalla zona di Tepeleni per riprendere Himara e Porto Edda, ma ancora una volta furono i greci a muovere per primi attaccando il 6 gennaio il passo di Klisura, via d'accesso alla pianura davanti Berat: la Divisione "Julia", ormai decimata, cedette dopo tre giorni di pesanti combattimenti e il 10 gennaio i greci occuparono Klisura. La 7ª Divisione fanteria "Lupi di Toscana" fu subito spedita a tamponare la falla: smobilitata a fine ottobre, ricostruita ai primi di dicembre con uomini di altri reparti e giunta in Albania ai primi di gennaio, la divisione fu avviata al fronte con solo i suoi due reggimenti di fanteria, senza artiglieria e reparti di supporto logistico, a sostenere una serie di attacchi e contrattacchi, andando infine incontro a uno sbandamento generale il 16 gennaio dopo aver perso 2 200 uomini. La conquista di Klisura, culmine di una penetrazione che raggiungeva i 50 chilometri dalla vecchia frontiera greco-albanese, fu l'ultimo importante successo ottenuto dalle forze di Papagos; i greci continuarono con attacchi su piccola scala lungo tutto il fronte, catturando ancora alcune posizioni e guadagnando lembi di terreno qui e là: ancora nella prima metà di febbraio si sviluppò una dura battaglia per la conquista del massiccio del Trebeshina e della cittadina di Tepeleni, conclusasi poi con qualche lieve guadagno territoriale per i greci pagato però con pesanti perdite. La linea difensiva allestita da Cavallero iniziò a reggere, mentre le divisioni italiane riguadagnavano progressivamente la loro normale struttura organica e la situazione logistica iniziava a migliorare.

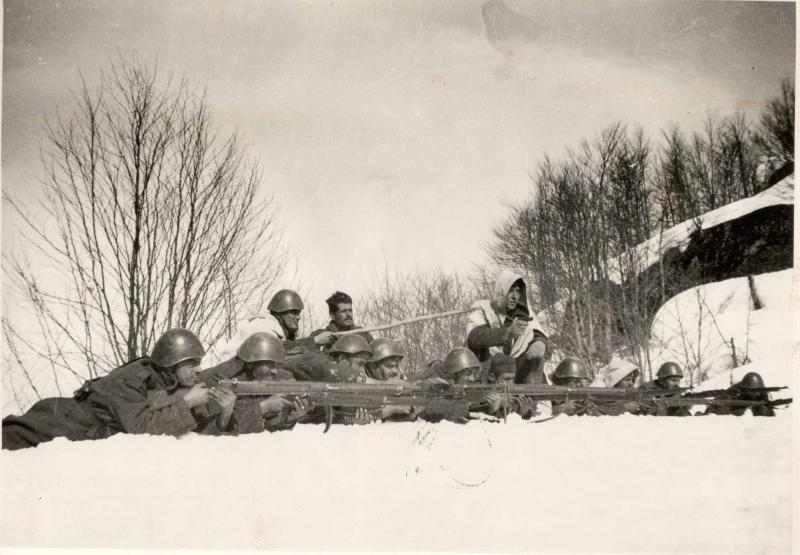
Truppe greche in trincea a Klisura nel marzo 1941

[...]

## La battaglia di Tepeleni come raccontata al tempo

Punta nord Mali Scindeli, foto ripresa nel 1942 durante le ricerche della tomba di Niccolò Giani

## Onorificenze
Successivamente Enos Fusetti ottenne postuma: la promozione al grado superiore, cioè a Tenente dell'Esercito, la Medaglia d'Argento al Valor Militare, la Croce al merito di guerra, la Medaglia commemorativa della Seconda Guerra Mondiale.

## Riconoscimenti
Domenica 28 Aprile 2013 il Comune di Ariano Polesine (RO) ha inaugurato, nella frazione di Crociara, il Monumento ai Caduti dedicato ai militari Umberto Vicentini ed Enos Fusetti, i due ufficiali della frazione che caddero nella Seconda Guerra Mondiale, celebrati nelle targhe affisse al monumento;
- nell'atrio al primo piano del palazzo municipale è posizionata una teca in vetro contenente attestati, onorificenze e alcuni cimeli di guerra a lui appartenuti. Vi sono: la sciabola da ufficiale, il berretto, i gradi, ed anche documenti risalenti al periodo. Tra questi l'attestato dell'Istituto del nastro Azzurro che attribuisce al Sottotenente Fusetti il Diploma Araldico, come previsto dal Regio Decreto del 13 novembre 1923 per i combattenti decorati al Valor Militare.